# Agarak (Aragacotn)
Agarak – wieś w Armenii, w prowincji Aragacotn. W 2011 roku liczyła 1564 mieszkańców.